# クラウジネイ・カルドーソ・フェリックス・ダ・シウヴァ
ネイ（Nei）ことクラウジネイ・カルドーソ・フェリックス・ダ・シウヴァ（ポルトガル語: Claudinei Cardoso Félix da Silva、1985年12月6日 - ）は、ブラジルの元サッカー選手。ポジションはDF。

## クラブ歴
AAポンチ・プレッタで選手初出場。その後、アトレチコ・パラナエンセに移籍した。
2009年12月にSCインテルナシオナルに完全移籍、2012年末までの契約を締結。2010年2月23日にコパ・リベルタドーレス2010で移籍後初得点を記録した。その後、同大会で優勝し、レコパ・スダメリカーナ2011でも勝利した。
2013年にCRヴァスコ・ダ・ガマに加入。2016年にパラナ・クルーベに移籍した。
2019年1月に選手を引退した。